# Хитоёси
Хито́ёси (яп. 人吉市 Хитоёси-си) — город в Японии, находящийся в префектуре Кумамото. Площадь города составляет 210,48 км², население — 34 069 человек (1 августа 2014), плотность населения — 161,86 чел./км².

## Географическое положение
Город расположен на острове Кюсю в префектуре Кумамото региона Кюсю. С ним граничат города Эбино, Иса, посёлок Нисики и сёла Сагара, Ямаэ, Кума.

## Население
Население города составляет 34 069 человек (1 августа 2014), а плотность — 161,86 чел./км². Изменение численности населения с 1980 по 2005 годы:
| 1980 | 42 236 чел. |  |
| 1985 | 42 292 чел. |  |
| 1990 | 40 173 чел. |  |
| 1995 | 39 373 чел. |  |
| 2000 | 38 814 чел. |  |
| 2005 | 37 583 чел. |  |

## Символика
Деревом города считается вечнозелёный дуб, цветком — цветок сливы японской, птицей — Cettia diphone.